# 공진초등학교
공진초등학교는 대한민국 전라북도 무주군 안성면 장무로 1559-11 (공진리)에 있었던 공립 초등학교이다.

## 연혁
- 1953년 4월 21일 신안성국민학교 공진분교장 설립인가
- 1958년 4월 24일 공진국민학교로 승격 개교
- 1984년 3월 5일 병설유치원 개원
- 1996년 3월 1일 공진초등학교로 개칭
- 2007년 3월 1일 폐교